# Беянська армія
Армія Беян (кит.: 北洋军), отримала свою назву від регіону Беян, представляла собою велику китайську імператорську армію західного типу, що була створена урядом династії Цін наприкінці 19 століття. Вона виступала як центральний елемент широкомасштабної реконструкції військової системи Цінського Китаю. Армія Беян грала ключову роль у політиці Китаю протягом принаймні трьох десятиліть і, можливо, аж до 1949 року. Її важливість стала очевидною під час Сіньхайської революції 1911 року, а після розпаду на фракції воєначальників вона стала відома як кліка Беян (китайською 北洋军阀), відзначаючи початок періоду регіонального поділу.
Армія Беян виникла з новоствореної військової формації, утвореної наприкінці 1895 року під командуванням Юань Шикая. Починаючи з 1901 року, ця армія стрімко розширювалася завдяки набору нових солдатів та іншим зміцнюючим заходам. До 1906 року вона налічувала шість дивізій і вважалася передовою армією під командуванням династії Цін.

## Керівництво Лі Хунчжана (до 1900р.)
Початок армії Беян можна простежити до армії Хуай Лі Хунчжана, яка була сформована для придушення повстання Тайпін. На відміну від традиційних Зелених Штандартів або Прапорних сил Цін, армія Хуай була переважно армією ополчення, заснованою на особистій, а не інституційній лояльності. Армія Хуай спочатку була оснащена сумішшю традиційної та сучасної зброї. Його творець, Лі Хунчжан, використав митні та податкові надходження з п'яти провінцій, що перебували під його контролем, у 1880-х і 1890-х роках для модернізації сегментів армії Хуай і для побудови сучасного військово-морського флоту (флот Беян).
Приблизно в цей час термін «армія Беян» почав використовуватися для позначення військових сил, які були під його контролем. Термін, що буквально означає «Північний океан», відноситься до митних і акцизних надходжень, що збираються в регіоні Беян (північні прибережні провінції Чжілі, Шаньдун і Ляонін, що оточують столицю імперії Пекін), які спочатку використовувалися для фінансування Беянського флоту, а згодом і Беянської армії. Проте фінансування зазвичай було нерегулярним, а навчання — аж ніяк не систематичним. На початку 1890-х років ці модернізовані підрозділи, створені Лі Хунчжаном, які були відомі як армія Беян, були найкращими військовими силами, які могла використовувати династія Цін. Їхньою першою акцією стала Перша японо-китайська війна (1894—1895), у якій майже повністю воювала армія Беян без підтримки сил інших провінцій. Але японська призовна армія німецького типу, очолювана професійними офіцерами, які пройшли академічну підготовку, вправно перемогла армію Беян. Цинський уряд звернувся до миру після шести місяців безперервних перемог Японії.

## Панування Юань Шикая (1901—1908)

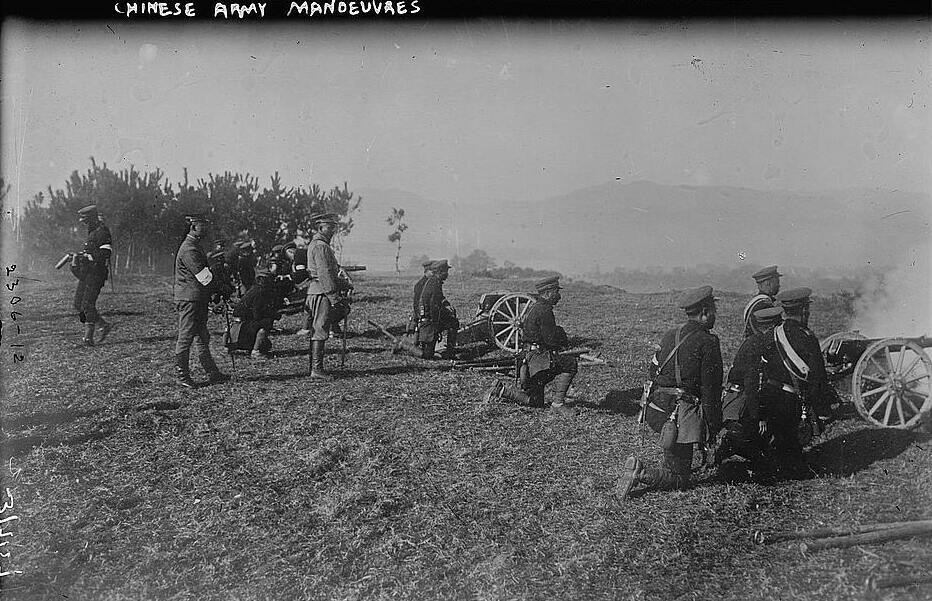
Армія Беян проводить військові навчання в кінці династії Цін

Лі Хунчжан помер у 1901 році, і його змінив Юань Шикай, який обійняв посаду віце-короля Чжилі та міністра Беяна (北洋通商大臣). У 1895 році Юаню було доручено командувати новоствореною армією розміром у бригаду, яка на той час налічувала 7000 солдатів і збільшилася до 20 000 до 1902 року. До осені 1905 р. Беянська армія складалася з шести дивізій по 10 тис. чол. Він був організований у піхоту, артилерію, кінноту та допоміжні війська, а також технічне та інженерне забезпечення. Сьомий відділ був створений у 1907 році в Цзянсу. Інструкторами армії були переважно японці та німці.
Юань Шикай керував реформою військових установ Цин після 1901 року, коли уряд намагався створити національну армію. Він заснував Військову академію Баодін, що дозволило йому розширити армію Беян разом з кількома іншими військовими школами та академіями підготовки офіцерів. Зі створенням Комісії з реорганізації армії в грудні 1903 року армія Беян стала моделлю, за якою повинні бути стандартизовані військові сили інших провінцій. Незважаючи на те, що деякі підрозділи базувалися в трьох північно-східних провінціях Маньчжурії, головна база армії Беян була в Баодін, поблизу Тяньцзіня. На початку 1900-х років для підрозділів Беян також було створено відділ військового управління для управління логістикою, який був розділений на кілька відділень. Іноземні оглядачі вважали, що армія Беян була найбільшою, найкраще оснащеною та найкраще навченою військовою силою в Китаї того часу.

## Беянська армія під контролем Цін (1909—1910)
Вдова імператриця Цисі померла 15 листопада 1908 року і призначила трирічного Пуї новим імператором. Новий регент і батько Пуї, принц Чунь (醇親王), наступного року звільнив Юань Шикая. Юань чекав свого часу у відставці, ретельно зберігаючи мережу особистих контактів в армії Беян. Під час революції 1911 року командування Беянської армії нібито перебувало в руках міністра Цін Іньчана. Насправді Юань Шикай все ще мав можливість маніпулювати ним через лояльність його офіцерів особисто до нього. Чотири дивізії були розташовані в Чжілі, 3-тя дивізія знаходилася на північному сході Китаю, а 5-та дивізія — у Шаньдуні. Майже всі офіцери були етнічними китайцями, багато з яких були студентами, які повернулися з Японії. Озброєння не було стандартизоване, але в цьому плані було краще, ніж раніше чи пізніше. Більшість піхоти була озброєна або стандартною японською гвинтівкою Type 30 зразка 1896 року, або маузером 7,9 мм.

## Сінхайська революція

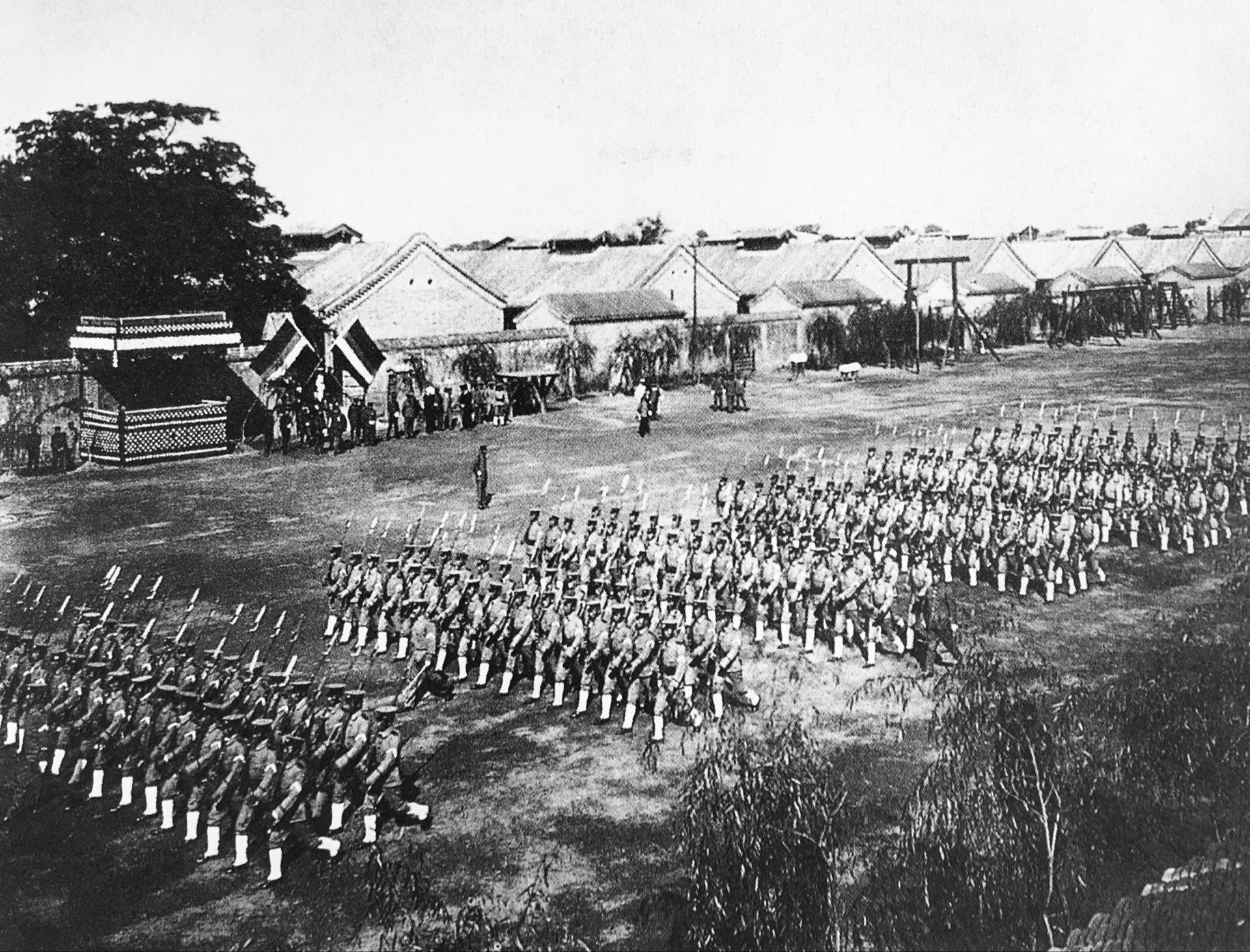
Війська армії Беян на параді після 1912 року

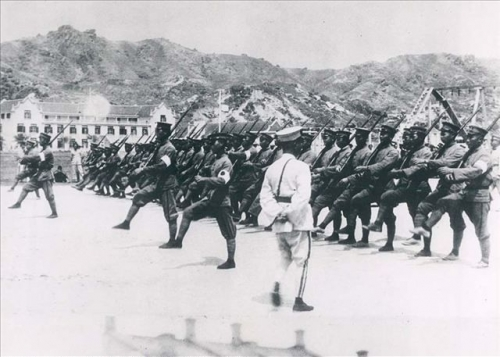
Військова підготовка армії Беян протягом 1910-х років

Події революції показали, що Беянська армія, яка склала ядро Нової армії з 36 дивізій, була абсолютно домінуючою військовою силою в Китаї. Контроль над фрагментарними лояльними формуваннями був ключем до політичної влади в Китаї після 1911 року. Повстання, яке фактично поклало початок революції 1911 року , відбулося в Учані 10 жовтня. Чотири дні потому цинський двір організував Нові армії на півночі, і особливо армію Беян, у три сили: Першу армію, яка буде відправлена для боротьби в Учані під командуванням міністра армії Іньчана, Другу армію, яка діяла б як резервна сила і за потреби була б відправлена на фронт під командуванням Фен Гоожана, а Третя армія, яка захищала б столицю, під командуванням Зайтао. Перша і Друга армії складалися приблизно з 25 тис. чоловік кожна, тобто з двох дивізій. Перший включав елементи з другої, четвертої, шостої дивізій армії Беян, які були військовими частинами уряду Цін, навченими Юань Шикаєм.
- 1-ша армія (Іньчан, пізніше Юань Шикай)
  - 4-й дивізіон (Ву Фенглінг, пізніше Чень Гуаньюань)
    - 7-ма бригада (Чен Гуаньюань)
    - 8-ма бригада (Ван Юйцзя)

  - 3-тя бригада (Ван Чжаньюань) — 2-ї дивізії
  - 11-та бригада (Лі Чунь) — 6-ї дивізії
- 2-га армія (Фен Гочан)
  - 5-й дивізіон (Чжан Юнчен)
  - 5-та бригада (Лу Юнсян) — 3-ї дивізії
  - 39-та бригада (У Чженьсян) — 20-ї дивізії, яка була сформована в січні 1910 р.
  - 2-га змішана бригада (Ван Русянь, пізніше Лань Тяньвей) — сформована з 2-ї та 4-ї дивізій
- 3-тя армія (Цайтао)
  - 1-й дивізіон
  - Столична гвардія (Цайфен, принц Чун) — маньчжурські прапороносці, навчені Юань Шикаєм під прямим командуванням принца-регента

Друга армія ніколи не була сформована як функціональна військова одиниця в результаті заколоту, і тому ніколи не була відправлена на фронт для допомоги Першій армії. Формування було ліквідовано на початку грудня 1911 року
12 жовтня Іньчан отримав наказ перекинути дві дивізії армії Беян (Перша армія) вниз по залізниці Пекін-Ханькоу для придушення повстання в Учані. Він напав на революційну армію під командуванням Хуан Сіна 27 жовтня. Прикрита власною польовою артилерією та гарматами імперського флоту, піхота Беян атакувала хмарою стрільців, супроводжуваних лінією зближених ротних фронтів. Ця підручникова тактика незабаром була дискредитована в напружених боях Першої світової війни, але проти недисциплінованої революційної сили без кулеметів вона спрацювала ідеально.
Того ж дня Юань Шикай отримав наказ прийняти командування військами в Учані. Він відмовився, натомість забезпечивши високе командування за двома своїми найдовіренішими соратниками, Фен Гуочжаном і Дуань Цируєм. Бої тривали в Хубеї ще протягом місяця, коли Юань вів переговори з династією та революціонерами, використовуючи армію Беян як зброю примусу. Кінцевим результатом стало те, що його було обрано тимчасовим президентом Республіки Китай.

## Беянська кліка при владі (1911—1915)

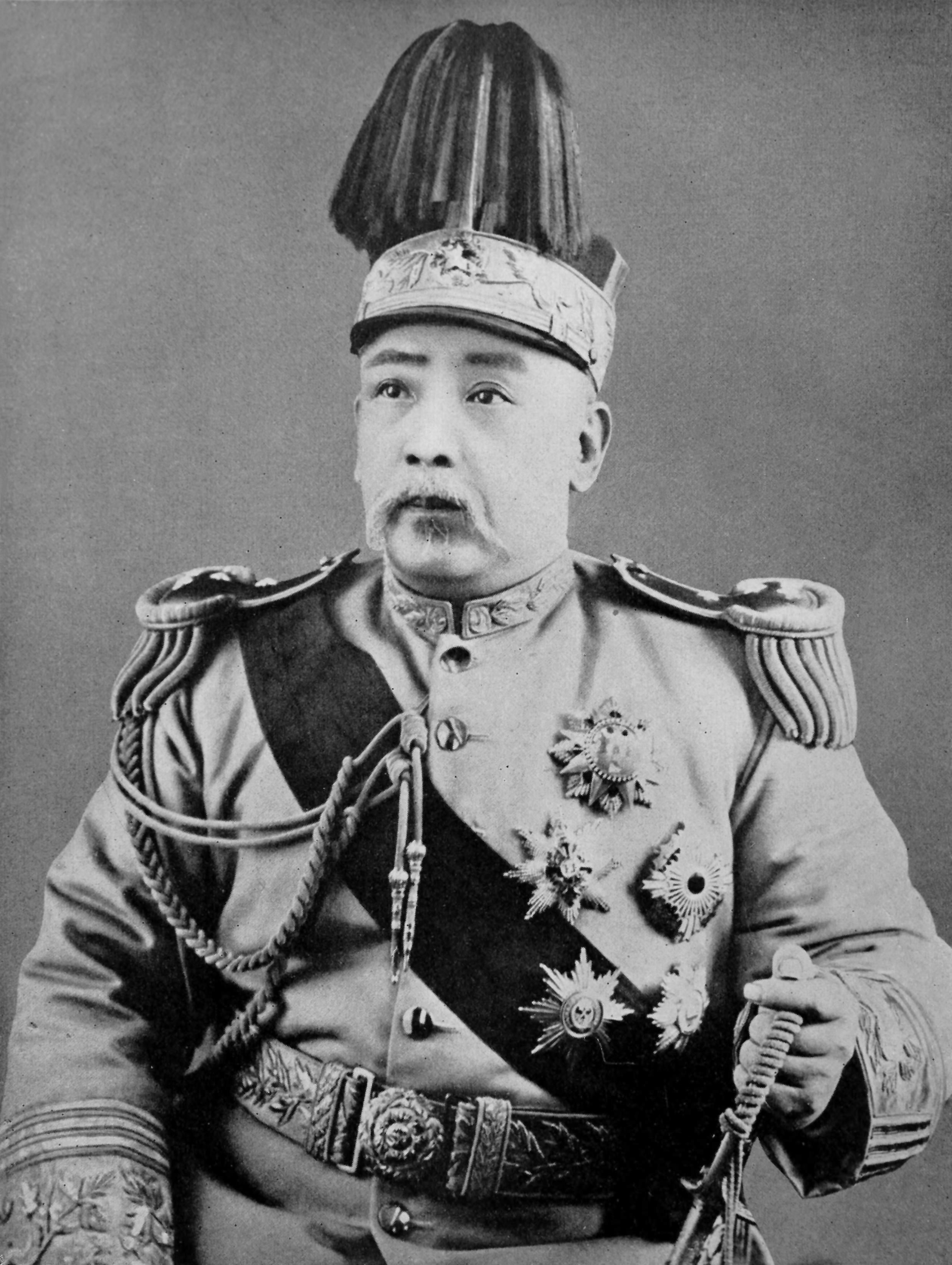
Юань Шикай як імператор Китаю (1915—1916).

У період 1911—1915 рр. Юань Шикай залишався єдиною людиною, яка могла утримати армію Беян разом. Він і його послідовники чинили рішучий опір будь-яким спробам Гоміньдану (Гоміньдан) включити аутсайдерів у свій ланцюг командування. Вони домовилися про кредит у розмірі 25 мільйонів фунтів стерлінгів від банківського консорціуму з п'яти держав для підтримки армії Беян, незважаючи на обурення з боку Гоміньдану. У 1913 році Юань Шикай призначив чотирьох своїх відданих лейтенантів військовими губернаторами в південних провінціях: Дуань Ціруй в Аньхой, Фен Гоожан в Цзянсу, Лі Шунь в Цзянсі і Тан Сянмін в Хунані. Об'єднана військова кліка Беян тепер досягла максимального рівня територіального контролю. Вона здійснювала твердий контроль над Північним Китаєм і провінціями річки Янцзи. Протягом 1914 року вона підтримувала Юань у внесенні змін до конституції, щоб надати йому повноваження щодо укладення договорів і війни, а також значних повноважень у надзвичайних ситуаціях (газети того часу називали цих трьох командирів ангелом, тигром і собакою. Ангелом був Дуань Цируй, тигр Ван Шичжень і собака Фен Гуожан).
У грудні 1915 року Юань Шикай проголосив себе імператором. Цьому протистояли майже всі генерали та офіцери армії Беян, починаючи з Дуань Ціруя та Фен Гоожана й далі. Що ще важливіше, багато віддалених провінцій, таких як Юньнань, відкрито виступили проти нього. Юань був змушений відмовитися від своїх імперських планів. І Дуань, і Фен відмовилися підтримувати його при владі надалі, і врешті-решт єдиним видатним генералом Беяну, який залишився вірним, був невгамовний Чжан Сюнь. Юань незабаром помер. Після його смерті армія Беяна розпалася на кліки, очолювані головними протеже Юаня. Кліка Аньхой Дуань Ціруя та кліка Чжілі, заснована Фен Гоожаном, але після смерті Фена очолювана Цао Куном і У Пейфу, були основними кліками Беян. Роз'єднана армія Беян кинула виклик провінційним арміям, таким як сили Янь Сішаня в Шаньсі та кліка Фентянь Чжан Цзоліня.

## Роздробленість Беянської армії (1916—1918)
Тиск командирів Беяну не дозволив будь-якій політичній фігурі лівого спрямування прийти до влади в уряді Китайської Республіки. Протягом майже десятиліття після смерті Юаня планами провідних воєначальників Беяну було возз'єднання Китаю шляхом спершу возз'єднання армії Беян, а потім завоювання менших армій провінцій.
Протягом періоду з середини 1916 року ультраконсервативному генералу Беяну Чжан Сюню вдалося підтримувати єдність армії шляхом колегіальних контактів і переговорів. Як і Юань Шикай, генерали Беяну використали свою військову міць, щоб залякати парламент і змусити його прийняти закон, який вони хотіли. Після суперечки з президентом Лі Юаньхуном щодо позики від Японії на початку 1917 року Дуань Ціруй разом із більшістю інших генералів Беяну оголосив незалежність від уряду. Тоді Чжан Сюнь зі своєю армією зайняв Пекін і 1 липня шокував китайський політичний світ, проголосивши відновлення династії Цін. Усі інші генерали засудили це, і реставрація незабаром провалилася. Усунення Чжан Сюня незабаром після цього зруйнувало баланс сил між ворогуючими фракціями Фен і Дуань/ Вань і започаткувало десятиліття воєнного командування.
Фен Гоожан відправився до Пекіна, щоб стати президентом після того, як добився призначення свого протеже військовим командиром у Цзянсі, Хубеї та Цзянсу. Ці три провінції стали опорними пунктами військової кліки Чжілі. Дуань Ціруй знову обійняв посаду прем'єр-міністра; його кліка Аньхой (іноді її називають Анфу) домінувала в районі Пекіна. Використовуючи японське фінансування для створення так званої «Армії участі у війні», Дуань продовжував боротьбу з Фен Ґочжаном.

Зрештою Фен був усунутий з політичного життя в 1918 році, коли президентом став Сюй Шичан, старший державний діяч Беян. Його заступник Цао Кунь змінив його на посаді лідера кліки Чжілі. Наприкінці Першої світової війни Дуань домінував у представництві Китаю під час Версальського договору та використав Шанхайську мирну конференцію 1919 року, щоб чинити тиск на мілітаристів, які не належали до Беяну і підтримували уряд Сунь Ятсена в Гуанчжоу. Він продовжував отримувати японське фінансування для своєї армії (перейменованої на «Армію національної оборони»), для чого він був готовий надати Японії правонаступництво німецьких прав у Шаньдуні (див. Рух четвертого травня).

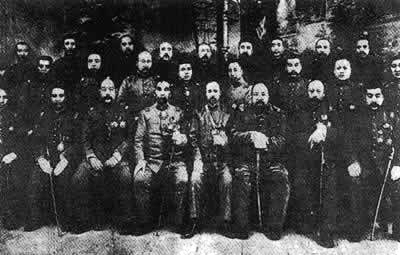
Групове фото воєначальників
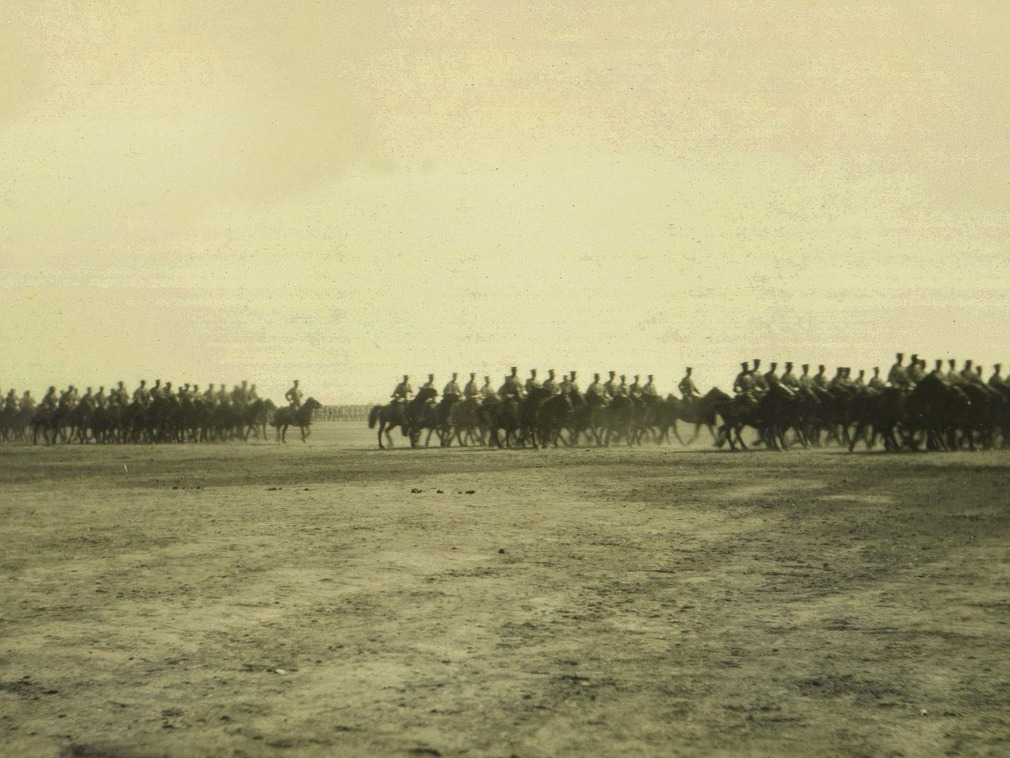
Кавалерійський парад
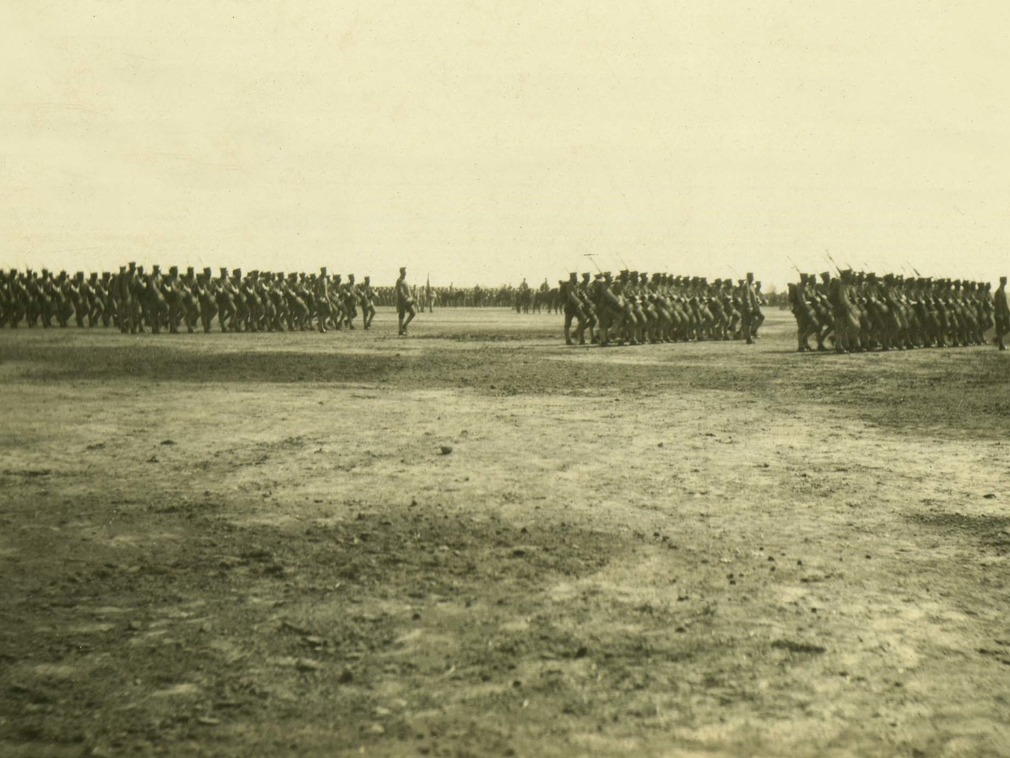
Піхотний парад
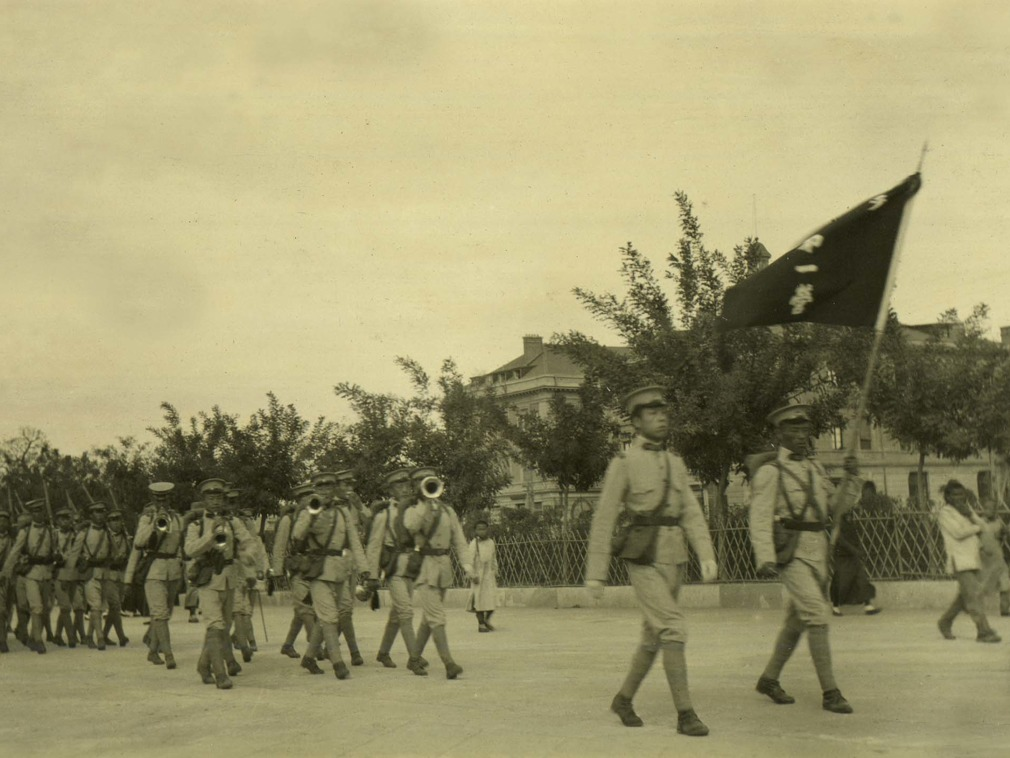
Війська марширують
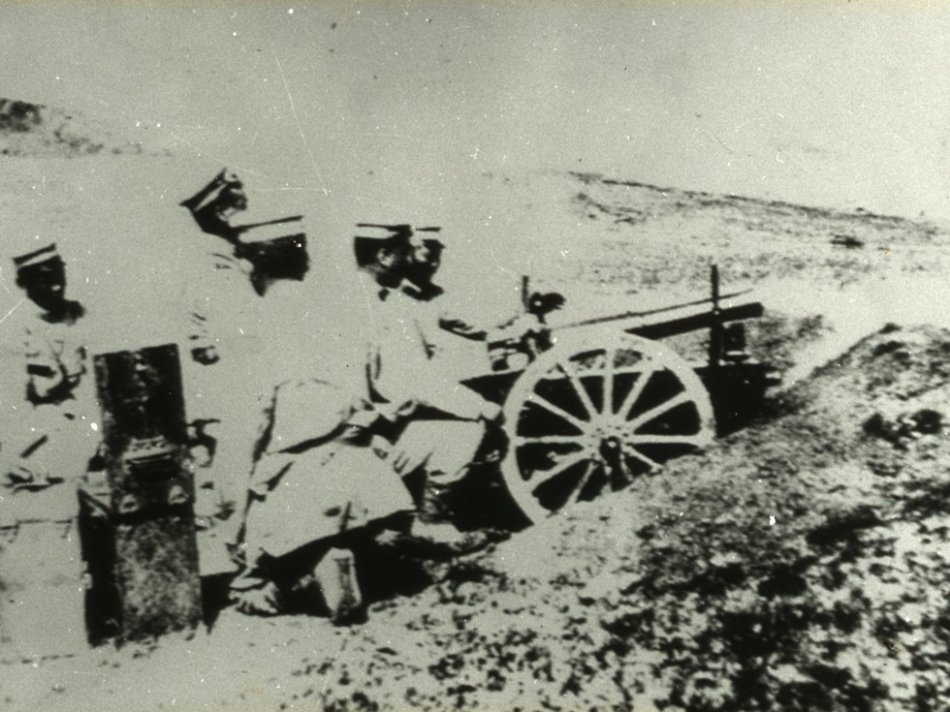
Гірська гармата фентянської армії
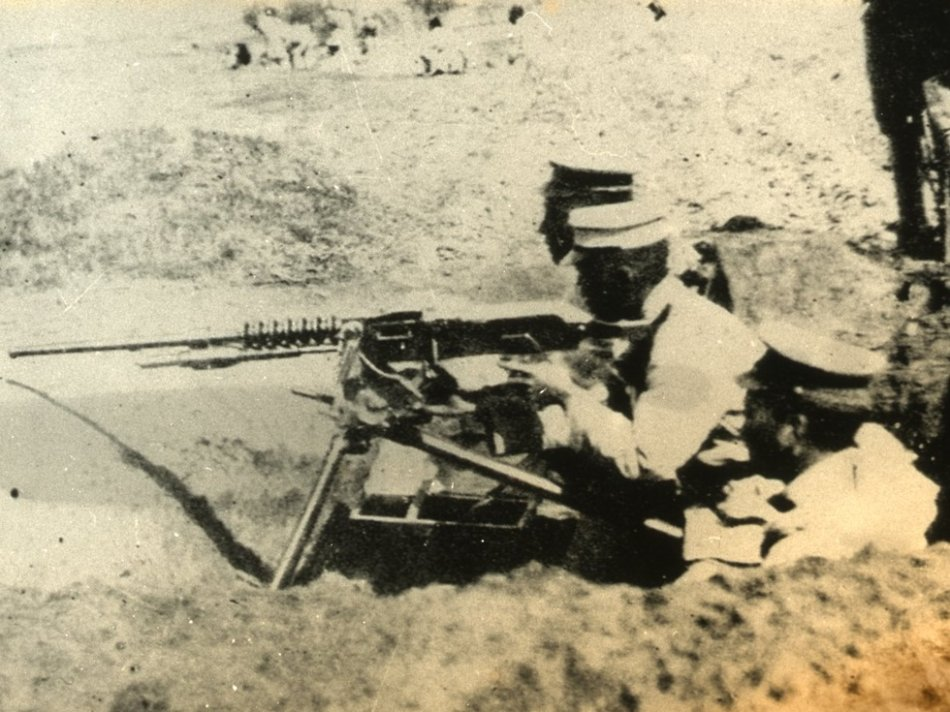
Важкий кулемет Гочкісс
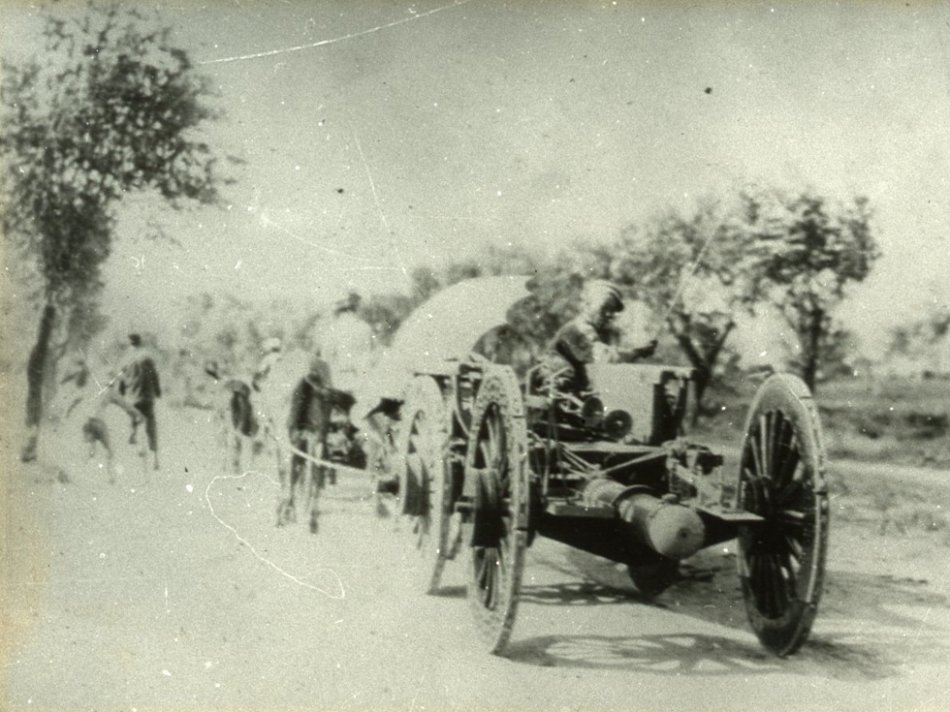
Гаубиця.
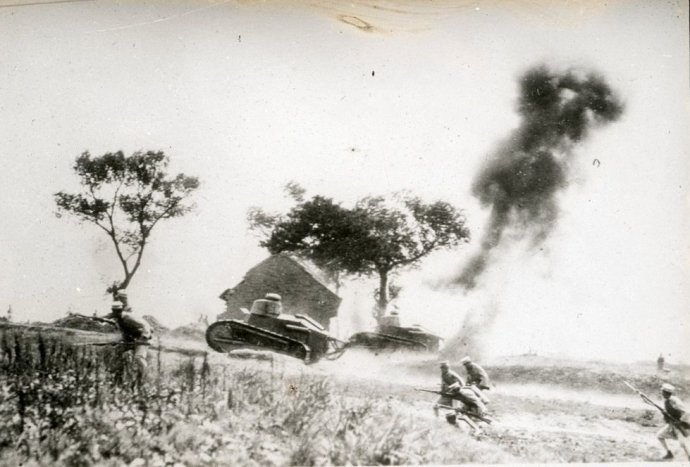
Танки Renault FT-17 армії Фентян
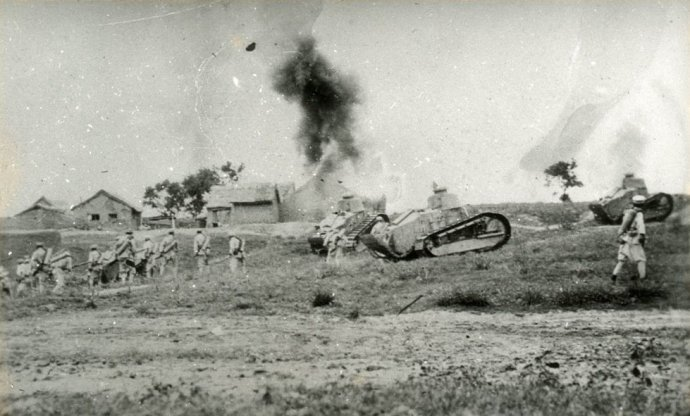
Танки Renault FT армії Fengtian, c. 1928 рік
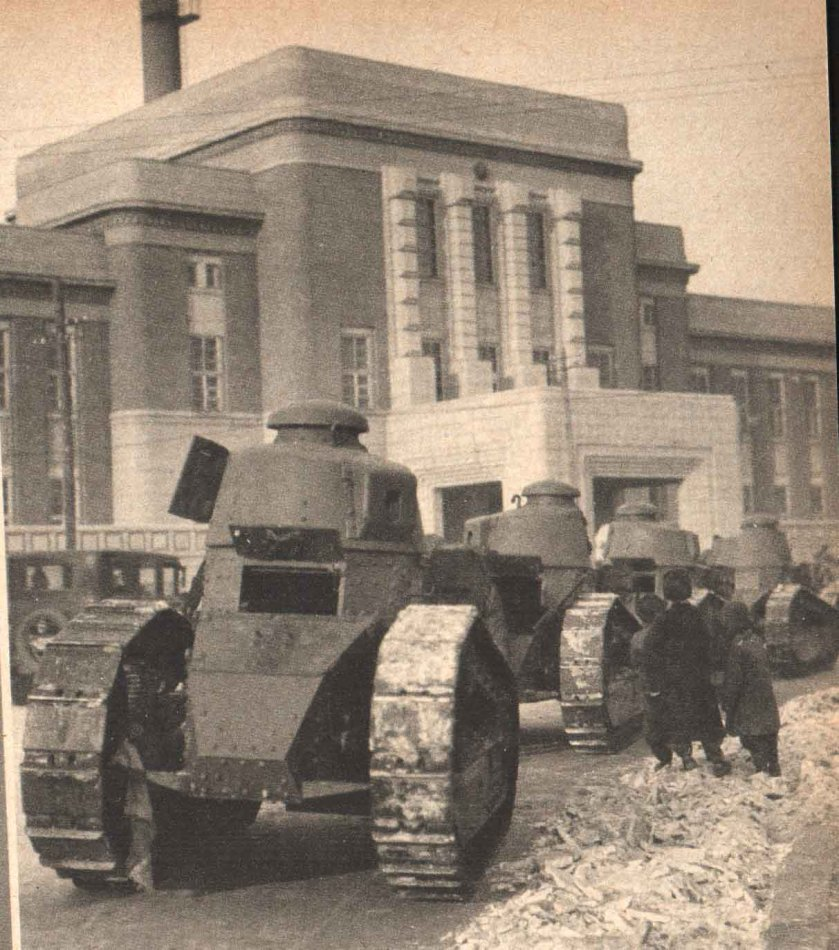
Танки FT-17, захопленіяпонцями після інциденту 18 вересня, 19 вересня 1931 року

## Високий воєначальник (1919—1925)
Очікувалося, що до травня-червня 1919 року певна комбінація бойових дій і переговорів між головними лідерами Беяну призведе до військового об'єднання, яке, у свою чергу, дозволить відновити конституційні політичні процеси, які порушив Юань Шикай. До 1919 року три основні північні військові кліки зміцнилися, дві з них — Аньхой і Чжилі — безпосередньо з армії Беян, а третя, Фентянь під керівництвом генерала Чжан Цзуоліня, з об'єднання Беян і місцевих військ. Вони та їхні наслідувачі в меншому масштабі були готові отримати гроші та зброю з будь-якого джерела, щоб вижити, а слабші фракції об'єдналися б проти сильніших.
Історія великих воєн між воєначальниками аж до 1925 року розповідає про те, що жодному з військових командирів у Китаї не вдалося централізувати політичну та військову владу в будь-якій мірі. У ситуації, що нагадувала період П'яти династій і Десяти королівств, більша частина Південного Китаю залишалася поза контролем Беяну, щоб стати інкубатором руху Гоміндан і Комуністичної партії Китаю.

## Північна експедиція

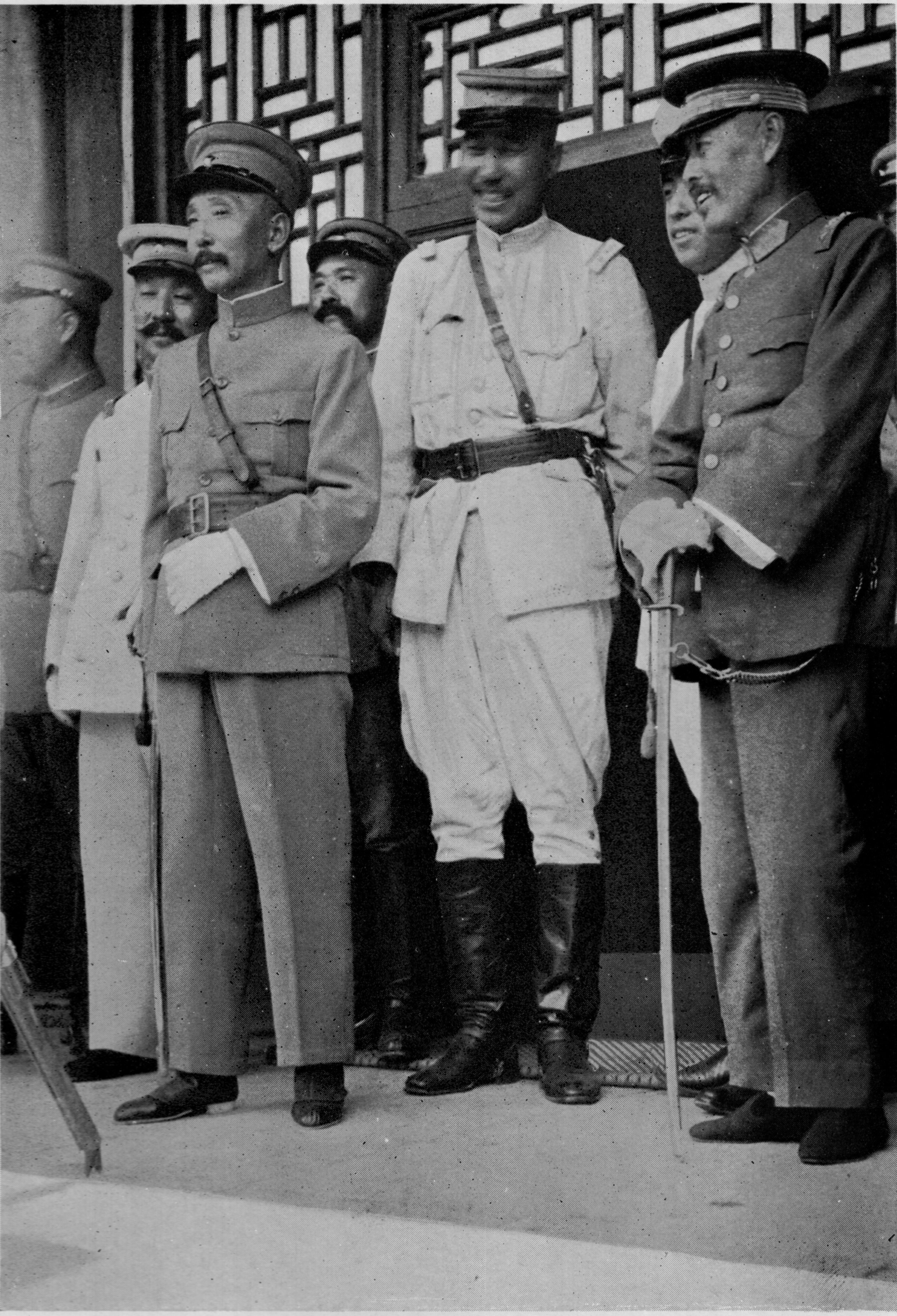
Зустріч беянських воєначальників. Зліва Чжан Цзуолінь, праворуч У Пейфу, посередині Чжан Цзунчан, правитель Шаньдуна. Позаду Ву, син Чжан Цзуоліня Чжан Сюелян.

Гоміньдан створив Національну революційну армію за допомогою Радянського Союзу та Комуністичної партії Китаю. У 1926 році Чан Кайші розпочав Північну експедицію, намагаючись взяти під свій контроль воєначальників. Деякі воєначальники армії Беян, у тому числі У Пейфу та Сунь Чуаньфан, зазнали поразки від військ Чан, і Національна революційна армія поступово стала панувати в Китаї. Епоха воєначальників офіційно завершилася до 1928 року, коли більшість воєначальників зазнали поразки або об'єдналися з Гоміньданом, хоча це часто було лише за назвою. Громадянська війна в Китаї, яка виникла внаслідок конфлікту між Чанґом і комуністами, на той час уже тривала. У 1930 році почалася війна на Центральних рівнинах після того, як деякі воєначальники, які були союзниками Гоміньдану, розчарувалися і спробували скинути Чанга. Вони не досягли успіху, але відсутність співпраці та суперництво продовжували мучити Китай протягом багатьох наступних років, що зрештою призвело до падіння режиму Чанга під час громадянської війни в Китаї в 1949 році.

## Кольори

Прапор ВПС Беян, а також прапор Китаю до 1928 року
Прапор Беянської армії
Прапор військово-морського флоту Беяну, пізніше прапор Республіки Китай
Знак Беянської армії
Roundel ВПС Beiyang